# Уелингтън (Колорадо)
Вижте пояснителната страница за други значения на Уелингтън.
Уелингтън (на английски: Wellington) е град в окръг Ларимър, щата Колорадо, САЩ. Уелингтън е с население от 2672 жители (2000) и обща площ от 4,6 km². Намира се на 1585 m надморска височина. ЗИП кодът му е 80549, а телефонният му код е 970.